# 7e Europese Filmprijzen
De 7e uitreiking van de Europese Filmprijzen, waarbij prijzen werden uitgereikt in verschillende categorieën voor Europese films, vond plaats op 27 november 1994 in de Duitse hoofdstad Berlijn.

## Nominaties en winnaars

#### Beste film
- Lamerica - Gianni Amelio
  - In the Name of the Father - Jim Sheridan
  - Trois couleurs: Bleu - Krzysztof Kieślowski
  - Trois couleurs: Blanc - Krzysztof Kieślowski
  - Trois couleurs: Rouge - Krzysztof Kieślowski

#### Beste film - jonge filmmakers
- Le fils du requin - Agnès Merlet
- Woyzeck - János Szász
  - Kosh ba kosh - Bakhtyar Khudojnazarov

#### Beste acteur
- geen uitreiking

#### Beste actrice
- geen uitreiking

#### Prijs van de filmkritiek
- Caro diario - Nanni Moretti

#### Beste documentairemaker
- Saga - Group Sarajevo

#### Life Achievement Award
- Robert Bresson